# Karl-Heinz Kämmerling

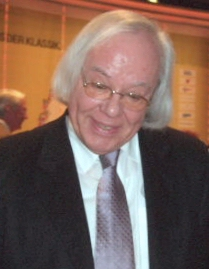
Karl-Heinz Kämmerling (2007)

Karl-Heinz Kämmerling (* 6. Mai 1930 in Dessau; † 14. Juni 2012 in Hannover) war ein deutscher Klavierpädagoge.

## Leben und Wirken
Kämmerling studierte in Leipzig bei Anton Rohden und Hugo Steurer. Später lehrte er als Professor für Klavier an der Hochschule für Musik und Theater Hannover und an der Universität Mozarteum Salzburg sowie seit 2004 als Gastprofessor an der Musikuniversität Zagreb, Kroatien.
Aus Kämmerlings Klassen gingen bedeutende Pianisten hervor, wie Valentina Babor, Markus Becker, Danae Dörken, Kiveli Dörken, Thomas Duis, Severin von Eckardstein, Elfrun Gabriel, Bernd Goetzke, Moto Harada, Anastasia Huppmann, Igor Levit, Kristin Merscher, Alice Sara Ott, Mona Asuka Ott, Peter Ovtcharov, Sophie Pacini, Herbert Schuch, Lisa Smirnova, Lars Vogt oder Gerhard Wöllstein.
Als einer der weltweit renommiertesten Klavierpädagogen leitete Kämmerling Meisterkurse in Europa, Asien und in den USA. Seine Studenten erhielten über 100 nationale und internationale Preise und Auszeichnungen bei bedeutenden Klavierwettbewerben. 21 seiner Absolventen sind als Professoren an Hochschulen und Universitäten in Deutschland, Österreich und der Schweiz tätig. Er war Mitgründer, Vorstandsmitglied und 32 Jahre lang, von 1979 bis 2010, künstlerischer Leiter der Internationalen Musikakademie für Solisten (IMAS). Ferner wirkte er als Juror bei den bedeutendsten internationalen Klavierspielwettbewerben, zum Beispiel beim Leeds-Wettbewerb, beim Artur-Rubinstein-Wettbewerb in Tel Aviv, beim Anton-Rubinstein-Wettbewerb in Dresden, dem Internationalen Chopin-Wettbewerb in Warschau sowie bei Wettbewerben in Brüssel, Hamamatsu, Leipzig, Moskau, München, Peking und Salt Lake City.
Kämmerling war Gründer und langjähriger Präsident der European Piano Teachers Association (EPTA) Deutschland, Mitherausgeber der Zeitschrift „Üben und Musizieren“, zudem langjähriges Mitglied der Musikerkommission beim Deutschen Akademischen Austauschdienst (DAAD) und Vorsitzender der Musikerkommission der Deutschen Studienstiftung sowie Mitglied des Instituts für Begabungsforschung in der Musik an der Universität Paderborn. Oft wirkte er bei Veröffentlichungen in den Verlagen Bosse und Schott mit.

## Anerkennungen und Auszeichnungen
Kämmerling erhielt den Kunstpreis des Landes Niedersachsen, 1999 das Bundesverdienstkreuz 1. Klasse der Bundesrepublik Deutschland und 2000 das Große Ehrenzeichen für Verdienste um die Republik Österreich (1952). Darüber hinaus war er seit 2005 Ehrenmitglied des Deutschen Musikrates.